# Mount Elbert
Mount Elbert i Colorado er Rocky Mountains' højeste top, 4.401 meter over havet.
Mount Elbert ligger i Lake County, ca. 16 km sydvest for Leadville.
 Der er for få eller ingen kildehenvisninger i denne artikel, hvilket er et problem. Du kan hjælpe ved at angive troværdige kilder til de påstande, som fremføres i artiklen.

39°07′03″N 106°26′43″V / 39.1175°N 106.4453°V